# Panajot Pano
Panajot Pano, född den 7 mars 1939 i Durrës, död den 19 januari 2010 i Jacksonville i Florida i USA, var en albansk fotbollsspelare.
Pano började sin karriär som målvakt i SK Tiranas juniorlag, men han blev den mest produktiva anfallaren för ärkerivalerna Partizani Tirana. Under sin artonåriga karriär spelade han 24 matcher för det albanska landslaget och fick den albanska platsen i Uefa Jubilee Awards.
Pano dog 70 år gammal i Jacksonville i Florida i USA den 19 januari 2010 efter att ha fått en hjärtinfarkt.